# THRSP
THRSP‏ (Thyroid hormone responsive) هوَ بروتين يُشَفر بواسطة جين THRSP في الإنسان.